# 拥抱不眠之夜
《拥抱不眠之夜》，是日本摇滚樂團ZARD的第4張單曲。1992年8月5日發行。

## 概要
- 专辑《HOLD ME》第一首单曲，距离前作《不再探寻》约九个月。
- 坂井泉水说：“与既视感重叠的地方，就是与心爱之人拥有回忆的地方。所以写出了想要再一次回到那个看到既视感的地方的、充满奇幻色彩的歌词。”“我又一次看见时，想要回去因为这是儿童歌曲的词。”这是《Golden Best 〜15th Anniversary〜》付属的与坂井泉水的访谈《Golden History 1991〜2006》。
- Oricon初登场即获得18位。自第一张单曲《Good-bye My Loneliness》以来，三张单曲内首张进入前10名、最高位獲得8位。成为了年度第43名畅销的单曲。

## 收録曲
1. 拥抱不眠之夜 （眠れない夜を抱いて）
作詞：坂井泉水
作曲：織田哲郎
編曲：明石昌夫、池田大介
2. Dangerous Tonight
作詞：坂井泉水
作曲：栗林誠一郎
編曲：明石昌夫
3. 拥抱不眠之夜 (Original Karaoke)
作曲：織田哲郎
編曲：明石昌夫、池田大介
4. Dangerous Tonight (Original Karaoke)
作曲：栗林誠一郎
編曲：明石昌夫

## 参加者
ZARD
- 坂井泉水：Vocal
- 町田文人：Guitar
- 星弘泰：Bass
- 道倉康介：Drums
- 池澤公隆：Keyboards

## 収録专辑
- HOLD ME (#1,2)
- ZARD BLEND〜SUN & STONE〜 (#1)
- ZARD Cruising & Live 〜限定盤ライヴCD〜 (#1 现场版)
- Golden Best 〜15th Anniversary〜 (#1)
- ZARD SINGLE COLLECTION 〜20th ANNIVERSARY〜 (#1,2)
- ZARD Forever Best 〜25th Anniversary〜 (#1)